# 今熊野神社 (戸沢村)
今熊野神社（いまくまのじんじゃ）は、山形県最上郡戸沢村にある神社である。旧社格は村社。

## 祭神
阿弥陀如来・薬師如来・観世音菩薩の三尊を祀る。阿弥陀如来は、出羽三山の月山神社の祭神である月読命の本地仏であり、観世音菩薩は出羽神社の祭神（伊氐波神）、薬師如来は葉山(かつては出羽三山の一山)の祭神の本地仏であり、また医の神として温泉にまつわる祭神でもある。

## 由来
創建は、神亀元年（724年)であるとされる。マタギの早坂新九郎が風雪の中を熊を追いかけていった先で、今神温泉の湯煙を発見し、その中に三尊の権現を発見した。新九郎は、それに感じ入って頭を丸め、磯辺万九郎とともに長倉に「熊野大権現」を建立し、法師となって三尊を祀ったのが始まりであるという。
角川は、出羽三山の月山へと登拝する登山道、「角川口」があったといわれ、当神社はその入口にあたり、当神社で道中の無事を祈願してから、4km先の今神温泉に向かい、読経をしつつ湯垢離をして精進潔斎し、御池、今熊山、高倉山を巡って月山に到ったという。

## 境内
角川の広大な山内に、今熊野神社にまつわるものが散在している。
今熊野神社の社殿の傍らに杉の巨木がある。長倉の大杉と呼ばれる幹周り9.5m、高さ42mに達する巨木で、樹齢は1200年あまり。おそらくは神社の創建時からあったものと推定されている。地元の人々からは神木として崇められており、山形県の天然記念物に指定されている。
今熊野神社から林道を4km進んだ今神温泉は、今熊野神社と密接な関係がある。今神温泉は「念仏温泉」との異名があり、三尊が安置された浴槽に白衣で入浴し、読経を行うことに特徴がある。その温泉の入口にはひっそりと御石(今神石)が安置されており、これも崇拝の対象となっている。
今熊山は、今熊野神社の奥の院とされ、山頂にささやかな祠が安置されている。